# ルミャンツェフ作戦
 ルミャンツェフ作戦（ロシア語: Операция “Румянцев”）は、第二次世界大戦、東部戦線（独ソ戦）中の1943年、ソビエト連邦（以下ソ連）の都市であるハリコフ周辺を奪還するため、ソ連軍（赤軍）が行った作戦の名称である。

## 背景

### クトゥーゾフ作戦
ドイツ軍によるクルスク突出部への攻勢作戦、城砦作戦が失敗に終わるとソ連軍は反撃を開始した。7月12日、中央軍集団第9軍、第2装甲軍の防衛するオリョ―ル地区の解放をめざした攻勢作戦、クトゥーゾフ作戦を発動。ソ連軍の西部方面軍（司令官、ソコロフスキー上級大将）がボルホフとホトイネッツを攻撃しブリャンスク方面軍（司令官、ポポフ上級大将）と共同でオリョール湾曲部の切断をめざした。中央方面軍（司令官、ロコソフスキー上級大将）も攻勢に参加する予定となっており、ソ連軍は3個軍128万の戦力でオリョ―ル地区のドイツ軍59万の包囲殲滅を試みた。オリョ―ルのドイツ軍陣地にたいし、ソ連軍は攻撃部隊を二～三個の梯団に区分し連続攻撃をかけた。攻撃部隊は濃密な火力支援を受け、1個狙撃兵連隊の支援に平均で3～5個の砲兵連隊が投入された。ソ連軍はいまだかつてない規模の火力集中を実現させ、第11親衛軍だけでも64個砲兵連隊の支援をうけ、24㎞の攻勢正面に6000門の野砲・ロケット砲が展開した。この時点でソ連軍首脳部は複数の梯団による連続攻撃と砲兵火力の一極集中を連動させた、新たな攻勢理論を生み出しつつあり、縦深攻撃のひな型ともいえる大攻勢が開始された。2日間の攻勢でソ連軍はドイツ軍を城砦作戦の攻勢開始地点まで押し返し、中央正面軍が北西方面から攻勢に参加。第9軍司令官モーデル元帥は懸命に防戦しながら、オリョール湾曲部からの退却を開始し、8月5日にはオリョ―ルが陥落した。第9軍と第2装甲軍はソ連軍の包囲を逃れハーゲン・ラインへと撤退したが、14個師団を喪失する大損害を受けていた。

### 作戦準備
ソ連軍はオリョ―ルへの攻勢を開始する一方でベルゴロド・ハリコフ地区への攻勢計画を進めていた。攻撃の主力となるのはヴォロネジ方面軍であり、第5軍と第6親衛軍が第1装甲軍の陣地に穴をあけ、後方に控えている第1戦車軍と第5親衛戦車軍が突破口から突入し第1装甲軍を分断する。ステップ方面軍は第6軍を攻撃しベロゴルドを攻略、第1装甲軍への支援を阻みヴォロネジ方面軍をサポートする。ヴォロネジ・ステップ軍の戦力は南方軍集団北翼の第4装甲軍と第8軍の3倍であり、兵力・火力ともに圧倒的な優勢を占めていた。

## 戦闘の経過

### ドネツ攻勢
7月16日、南西方面軍がドネツ河を渡河して第1装甲軍への攻勢を開始、南部正面軍はミウス河を渡河し第6軍への攻勢を開始した。両軍の目的はハリコフ攻勢への陽動であり、南方軍集団機動予備の誘引を狙っていた。南西・南部軍は補充・増援を優先的に受けたヴォロネジ・ステップ軍に比べると貧弱な戦力だったが、第6軍・第1装甲軍にたいしては2倍の優勢を占め、49万の兵員を投入できた。南西方面軍の攻勢は阻止されたが、南部正面軍はミウス河に橋頭保の構築に成功した。南方軍集団司令官マンシュタインは南翼の危機を救うため、イタリアに出征予定だった第6SS装甲軍団の投入をヒトラーに要請した。北翼への攻勢を警戒していたマンシュタインは第4装甲軍からのひきぬきを最小限に抑える必要があった。ヒトラーは当初難色を示したが、マンシュタインは自らの解任をちらつかせヒトラーを承諾させた。7月30日、第6SS装甲軍団はミウス河の戦線に投入され、マンシュタインはソ連軍橋頭保の排除に成功、1万7000人の捕虜を獲得した。しかし南翼への攻勢は陽動に過ぎずソ連軍の本命は北翼への攻勢だった。

### ハリコフ攻勢
南翼への攻勢を阻止したマンシュタインは北翼への攻勢に備え、中央軍集団にたいし2個装甲師団の返還を求め、南翼に移動した第3装甲軍団を北翼に戻した。マンシュタインの予測通りソ連軍の攻勢部隊は7月24日にベロゴルド北方に集結、攻勢準備を整えていた。
8月3日、ヴォロネジ・ステップ軍110万の攻勢部隊が攻撃を開始。ヴォロネジ方面軍の第5軍と第6親衛軍が突破口を開き、第1戦車軍と第5親衛戦車軍が突破口を拡大し後方へと進出した。8月5日にはベロゴルドが解放され、第五親衛戦車軍が西から、第53軍が南西から、第7親衛軍が北から、第57軍が南からハリコフへと殺到した。8月7日、ボゴドゥコフとグライボロンが陥落し、第4装甲軍の第19機甲師団と歩兵3個師団が孤立した。孤立した4個師団はグライボロンへと退却したが、森林地帯で待ち伏せていた第27軍の奇襲を受け全滅した。ソ連軍機械化部隊は攻勢開始から5日で100Kmも進撃し、急速に戦果を拡大した。すでに第4装甲軍と第8軍は分断され55Kmの間隙が生じていた。ヒトラーはハリコフの死守を命じ、6個歩兵師団をハリコフ市内に配置した。マンシュタインはミウス戦線から呼び戻した第3装甲師団をハリコフの北に配置し、第2SS装甲軍団を第4装甲軍に加え、ハリコフに肉薄するソ連軍に反撃した。第1戦車軍と第6親衛軍の左翼に猛攻をかけて押し返し、増援として駆け付けた第5親衛戦車軍とSS装甲軍団が衝突した。両軍は大損害をうけたがドイツ軍はかろうじてソ連軍を撃退しハリコフを維持した。

### ハリコフ解放
一方ミウス戦線では105万人にまで増強された南西方面軍と南部方面軍が攻勢を再開し、第6軍と第1装甲軍は分断された。3週間前にミウス戦線を安定させるために投入されたSS装甲軍団は、北翼で激戦中であり、マンシュタインのてもとには投入可能な機動予備が存在しなかった。マンシュタインは戦線の縮小を決断し、ヒトラーに無断でハリコフを放棄、ドネツ盆地からの撤退を求めた。8月23日、ソ連軍はハリコフを奪還し南方軍集団北翼は南方三〇キロのメレファまで後退を余儀なくされた。

## 結果
ソ連軍は攻勢を成功させベルゴロド・ハリコフ地区を解放した。ドイツ南方軍集団にも致命的な損害を与え、南方軍集団は7月と8月に13万3000人の兵士を失い、第6軍は2万4000人、第1装甲軍は2万8000人の兵士を失った。南方軍集団への補充は3万3000人にとどまり、第6軍への補充は6000人に過ぎなかった。兵力が枯渇したドイツ軍は戦線縮小を余儀なくされ南方軍集団はドネツ盆地を放棄しドニエプル西岸へと退却した。ドニエプルへの道を開いたソ連軍はウクライナ全土の解放にむけ新たな攻勢を開始することになる。
一方でソ連軍の損害も甚大でありヴォロネジ・ステップ軍は25～50万の兵士が死傷し、南西・南部軍は一度目の攻勢だけで4万9千人が死傷した。
しかしソ連軍は攻勢前から数十万規模の損害は想定済みであり、十分な補充と予備軍を用意していた。ソ連軍の連続攻勢は疲弊した南方軍集団を崩壊させ1944年3月までにウクライナの大部分が解放された。